# Plaxiphora (Plaxiphora) bucklandnicksi
Plaxiphora (Plaxiphora) bucklandnicksi is een keverslakkensoort uit de familie van de Mopaliidae. De wetenschappelijke naam van de soort is voor het eerst geldig gepubliceerd in 2012 door Sirenko.